# Corycium tricuspidatum
Corycium tricuspidatum är en orkidéart som beskrevs av Harry Bolus. Corycium tricuspidatum ingår i släktet Corycium, och familjen orkidéer. Inga underarter finns listade i Catalogue of Life.